# Bolívia nos Jogos Pan-Americanos de 1967
A Bolívia competiu nos Jogos Pan-Americanos de 1967 em Winnipeg, no Canadá. Não conquistou medalhas nesta edição.